# Belendorffita
La belendorffita es un mineral de la clase de los minerales elementos. Fue descubierta en 1992 en el municipio de Alsenz-Obermoschel, en el estado de Renania-Palatinado (Alemania), siendo nombrada así en honor de Klaus Belendorff, que descubrió este mineral. Un sinónimo es su clave: IMA1989-024.

## Características químicas
Es una amalgama de mercurio y cobre. Es dimorfo de la kolymita, otro mineral de igual fórmula química pero del sistema cristalino cúbico, mientras que la belendorffita es del sistema cristalino trigonal.

## Formación y yacimientos
Se ha encontrado en un yacimiento de minerales del mercurio, asociado con su dimorfo kolymita y con mercurio nativo.